# Das Mädchen im Kamin
Das Mädchen im Kamin (Originaltitel: The Girl in the Fireplace) ist die vierte Folge der zweiten Staffel der britischen Science-Fiction-Fernsehserie Doctor Who. Sie wurde erstmals am 6. Mai 2006 auf BBC One ausgestrahlt. Geschrieben wurde die Folge von Steven Moffat, Regie führte Euros Lyn. Gedreht wurde in England und Wales.
In der Folge landen Der Doktor, ein zeitreisender Außerirdischer, und seine Begleiter Rose Tyler und Mickey Smith auf einem havarierten, menschenverlassenen Raumschiff im 51. Jahrhundert. Dort entdecken sie Zeitfenster ins Frankreich des 18. Jahrhunderts, welche mit dem Leben von Madame de Pompadour verbunden sind.
Die Folge wurde von Kritikern positiv bewertet. Sie wurde für einen Nebula Award nominiert und gewann 2007 einen Hugo Award.

## Handlung
Der Doktor und seine Begleiter Rose und Mickey landen mit der TARDIS auf einem scheinbar verlassenen Raumschiff, das durchs Weltall treibt. Dort finden die drei einen Kamin aus dem Frankreich des 18. Jahrhunderts, auf dessen anderer Seite sie ein junges Mädchen entdecken. Das Mädchen stellt sich als Reinette vor und sagt, sie lebe im Paris des Jahres 1727, woraufhin dem Doktor klar wird, dass der Kamin ein Zeitfenster ist; eine direkte Verbindung zu einem anderen Ort in Raum und Zeit. Der Doktor steigt durch das Zeitfenster in Reinettes Zimmer, wobei er aus ihrer Perspektive erst mehrere Monate nach ihrem ersten Gespräch ankommt. Unter Reinettes Bett entdeckt der Doktor eine Gestalt, die zeitgenössische Kleidung trägt, und ihr Gesicht hinter einer Maske verbirgt. Die Gestalt will die beiden attackieren, aber der Doktor schafft es, zusammen mit der Kreatur durch das Zeitfenster auf das Raumschiff zurückzukehren. Dort stellt er fest, dass die Gestalt ein Android ist, der von einer komplizierten Uhrwerk-Technik angetrieben wird. Nachdem der Android sich prompt wegteleportiert, kehrt der Doktor zu Reinette zurück, während Mickey und Rose sich auf die Suche nach dem Androiden machen. Der Doktor stellt fest, dass Reinette inzwischen kein Kind mehr ist, sondern eine junge Frau. Sie flirtet mit dem Doktor und die beiden küssen sich, bevor Reinette wegzitiert wird. Dem Doktor wird plötzlich bewusst, dass Reinette später zu Madame de Pompadour wird, eine Mätresse von König Ludwig XV.
Zurück auf dem Schiff entdecken der Doktor und seine Begleiter weitere Zeitfenster, die alle mit verschiedenen Momenten in Madame de Pompadours Leben verbunden sind. Durch eines der Zeitfenster sieht der Doktor, wie ein weiterer Uhrwerk-Android Reinette bedroht; er steigt durch das Fenster, um sie zu verteidigen. Die beiden bemerken, dass der Android Befehle, die von Reinette erteilt wurden, befolgt, nicht aber die des Doktors. Von dem Androiden erfahren der Doktor und Madame de Pompadour, dass er ein Reparatur-Android ist und ihr Raumschiff in einem Ionensturm beschädigt worden ist. Da sie nicht die notwendigen Teile hatten, um das Schiff zu reparieren, haben die Androiden die Besatzung des Schiffes getötet, und ihre Körperteile und Organe als Ersatzteile benutzt. Um den Bordcomputer zu ersetzen, fehlt ihnen noch ein letztes Teil: Reinettes Gehirn. Verwirrt schafft der Doktor eine telepathische Verbindung mit Reinette, stellt dann aber erschrocken fest, dass sie dadurch auch in seinen Geist sehen kann.
Der Doktor findet heraus, dass die Androiden versuchen, ein Zeitfenster zu Madame de Pompadour im Alter von 37 Jahren zu öffnen, da ihr Gehirn dann kompatibel mit dem Bordsystem sei. In einem Zimmer des Raumschiffes entdecken der Doktor, Rose und Mickey ein Zeitfenster, das zu der 37-jährigen Reinette führt, die sich auf einem Ball befindet. Dort wird sie zusammen mit den anderen Gästen von den Androiden als Geisel gehalten. Da die Androiden das Fenster versperrt haben, um weitere Einmischung des Doktors zu verhindern, haben die drei Schwierigkeiten, Reinette zu helfen. Schließlich kann der Doktor aber durch das Zeitfenster durchbrechen, reißt aber dadurch die Verbindung zum Schiff ab. Der Doktor rettet Reinette vor den Androiden und sagt diesen, dass sie ohne die Verbindung nicht mehr auf ihr Schiff zurückkehren und dieses daher auch nicht mehr reparieren können. Nun ohne Zweck schalten sich die Androiden daraufhin ab. 
Der Doktor ist dabei, zu akzeptieren, dass auch er nicht mehr auf das Schiff und zu seiner TARDIS mit Rose und Mickey zurückkehren kann, als Reinette ihm sagt, dass sie ihren alten Kamin von ihrem Elternhaus nach Versailles hat bringen lassen, in der Hoffnung, der Doktor würde durch dieses erneut zu ihr zurückkehren. Der Doktor stellt fest, dass der Kamin ein nach wie vor aktives Zeitfenster ist, durch das er auf das Schiff zurückkehrt. Er will Reinette mit sich auf Reisen nehmen und sagt ihr durch den Kamin, sie solle ihre Sachen packen. Als er Sekunden später wieder durch den Kamin steigt, findet er an Reinettes Stelle König Louis den XV. vor. Von diesem erfährt er, dass in der Zwischenzeit sieben Jahre vergangen sind und Reinette inzwischen verstorben ist. Der König überreicht dem Doktor einen Brief von Reinette, in dem sie ihm ihre Liebe gesteht und ihre Hoffnung ausdrückt, ihn vor ihrem Ableben noch einmal zu sehen.
Der Doktor kehrt zur TARDIS zurück und sieht zu, wie sich die Zeitfenster schließen, bevor er und seine Begleiter das Raumschiff verlassen. Die drei sinnieren darüber, warum die Androiden geglaubt haben, Madame de Pompadours Gehirn für ihre Reparaturen zu brauchen und der Doktor mutmaßt schließlich, dass es schlicht an einer Fehlfunktion aufgrund des Ionen-Sturmes gelegen hat. Als die TARDIS dematerialisiert, ist ein Porträt Madame de Pompadours zu sehen. Es wird offenbar, dass der Name des Raumschiffes SS Madame de Pompadour ist.

## Produktion

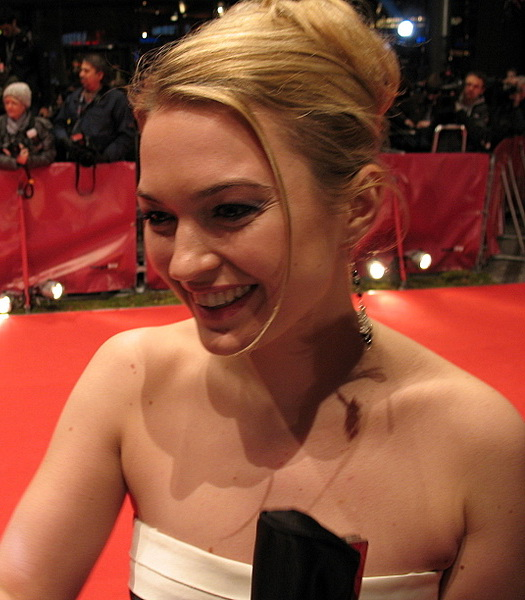
Sophia Myles spielte in der Episode die Madame de Pompadour.

Russell T Davies, damals Ausführender Produzent von Doctor Who, hatte zuvor, im Jahre 2004, an der TV-Reihe Casanova gearbeitet. Während seinen Recherchen hierzu wurde er von Madame de Pompadour fasziniert. Zusammen mit dem Schachtürken, einem angeblichen Roboter, der zur selben Zeit Schach spielte und sich später als Betrug herausstellte, wollte er sie deswegen in einer Geschichte verwenden. 2005 gab er dann Steven Moffat, der zuvor die beliebten Doctor-Who-Folgen Das leere Kind und Der Doktor tanzt geschrieben hatte, den Auftrag, eine entsprechende Geschichte zu verfassen. Moffat sagte in einem Interview, er wäre beim Schreiben von Audrey Niffeneggers Roman Die Frau des Zeitreisenden inspiriert gewesen, auch wenn der Aufbau der Episode letztlich anders geworden ist.
Ursprünglich sollte die Folge die zweite der 2006er Staffel sein, aber als Davies erkannt hat, wie experimentell sie in Moffats Händen geworden war, entschied er, sie etwas nach hinten zu schieben und erst als vierte Folge auszustrahlen.
Beim Konzipieren der Uhrwerk-Roboter wollte Moffat deren Gesichter zunächst mit Perücken verdecken. Als ihn Produzent Phil Collinson darauf hingewiesen hat, dass das die Kameraeinstellungen schwer einschränken würde und es unfreiwillig komisch wirken könnte, gab er ihnen stattdessen Karneval-Masken. Entworfen wurden die Roboter dann von Neill Gorton von Millennium Effects, gebaut wurden sie von Richard Darwen und Gustav Hoegan.
In einem Interview mit Doctor Who Confidential sagte Darstellerin Sophia Myles, sie hätte nicht für die Rolle der Madame De Pompadour vorsprechen müssen, sondern bekam sie direkt angeboten.
Das Kleid, das Sophia Myles in der Szene im Ballsaal trug, wurde zuvor von Helen Mirren im Film King George – Ein Königreich für mehr Verstand getragen.
Die Folge wurde zwischen dem 12. und 27. Oktober 2005 gefilmt, wobei Euros Lyn die Regie übernahm.
Die Szenen, die in Versailles spielen, wurden an verschiedenen Orten gefilmt. Für die Palastgärten wurde Dyffryn Gardens in Vale of Glamorgan als Drehort verwendet, Ragley Hall nahe Alcester für die Szenen im Festsaal. Die Szene, in welcher Reinettes Leiche abtransportiert wird, wurden im Culverhouse Cross in Cardiff gefilmt und Madame de Pompadours private Zimmer im Tredegar House, einem Anwesen in Newport aus dem 17. Jahrhundert. Für die Szenen, in denen über den Kamin vom Raumschiff zu Reinettes Zimmer gewechselt wird, wurden in Newport zwei Sets direkt nebeneinander aufgebaut und durch einen drehbaren Kamin verbunden.
In der Folge wurden zwei Pferde verwendet, eines für die Szenen in beengten Räumen auf dem Raumschiff, das andere für Sprünge. Laut Doctor Who Confidential waren Pferde im Festsaal nicht gestattet, daher mussten Teile der Szene, in der der Doctor auf einem Pferd durch den Spiegel in den Ballsaal springt, anderswo separat gefilmt und dann mit Bluescreen-Technik zusammengefügt werden. Tennants Kopf wurde dabei in der Postproduktion digital über den des Stunt-Reiters eingefügt.

## Ausstrahlung
Das Mädchen im Kamin wurde erstmals am 6. Mai 2006 auf dem britischen Sender BBC One ausgestrahlt. Die Einschaltquoten lagen bei 7,9 Millionen, womit sie auf Platz 13 der meistgesehenen Programme der Woche lag.

## Rezeption
Das Drehbuch der Folge wurde 2006 für den Nebula Award nominiert, die Folge selbst erhielt 2007 einen Hugo Award in der Kategorie Best Dramatic Presentation – Short Form.
In einer Kritik für IGN lobte Ahsan Haque Tennants und Myles Darbietung, das Tempo der Folge und den „extrem berührenden“ Plot. Er schrieb, dass die Folge mit etwas mehr Auge für die logischen Details des Zeitreisens einer der besten Momente der Staffel hätte sein können. Insbesondere hätte die Folge besser funktioniert, wenn die Autoren präziser erklärt hätten, warum der Doctor nicht mit der TARDIS Madame Pompadour vor ihrem Tod besuchen hat können.
Matt Wales, ebenfalls von IGN, stuft Das Mädchen im Kamin als die drittbeste David-Tennant-Doctor-Who-Geschichte ein und nennt die Folge eine von Doctor Whos ergreifendsten Abenteuern.
Laut Metro gehören die Uhrwerk-Androiden zu den erinnerungswürdigsten Doctor-Who-Bösewichten während Daniel Martin für den Guardian schrieb, dass das Mädchen im Kamin eine der meistgelobten Episoden der Davies Ära sei.
Ross Ruediger vom Slant Magazine schrieb, dass die Folge möglicherweise die „Krönende Leistung“ von Doctor Whos zweiter Staffel sei. Ruediger nannte die Folge eine „für das neue Jahrtausend“, da er der Meinung war, die Folge hätte niemals in der alten Serie funktionieren können. Er nannte sie weiter ein zum Nachdenken anregendes Stück und schrieb, dass eine Folge wie diese nicht jede Woche ausgestrahlt werden könnte, da es zu anstrengend für das Gehirn des durchschnittlichen Zuschauers wäre.